# 폴로 코스탄조
폴로 코스탠조(Paulo Costanzo, 1978년 9월 21일 ~ )는 캐나다의 배우이다.

## 출연 작품
- 하우 투 비 어 맨 (2013)
- 댓 버닝 필링 (2013)
- 비기너스 가이드 투 엔딩 (2010)
- 스플린터 (2008)
- 더 데이 더 데드 원트 데드 (2007)
- 퍼프, 퍼프, 패스 (2006)
- 만사가 귀찮아 (2006)
- 닥터 두리틀 3 (2006)
- 탁구의 길 (2004)
- 어 프라블럼 위드 피어 (2003)
- 스코츠드 (2003)
- 40 데이즈 40 나이트 (2002)
- 집시 83 (2001)
- 푸시캣 클럽 (2001)
- 로드 트립 (2000)
- 시즌 오브 러브 (1999)
- 데이트 소동 (1998)
- 애니멀 레이더스 (1998)
- 포화 속의 용기: 두 커플 (1997, Rescuers: Stories of Courage: Two Couples)

### 텔레비전
- 조이 (2004-06)
- 로열 페인스 (2009-16)
- 지정생존자 (2017-18)